# 中泊町立こどまり学園
中泊町立こどまり学園（なかどまりちょうりつ こどまりがくえん）は、青森県北津軽郡中泊町小泊にある公立の小中一貫校。

## 概要
法令上は引き続き小泊中学校と小泊小学校が設置されているが、両校一体として運営する施設一体型小中一貫校である。

## 沿革
- 2020年（令和2年）10月7日 - 校舎建設工事着工[1]。
- 2022年（令和4年）
  - 3月15日 - 校舎竣工。
  - 3月20日 - 校舎内覧会開催[2]。
  - 4月1日 - 開校[3]。
  - 4月2日 - 落成式挙行[4][5]
  - 4月7日 - 第1回入学式挙行。
  - 10月16日 - 開校後最初の学園祭開催[6]。
- 2023年（令和5年）3月17日 - 第1回卒業式挙行[7]。

## 部活動
- 運動部
  - 卓球部
  - 陸上部
- 文化部

## 学区
- 小泊地区（旧小泊村）全域

## 校長（学園長）
- 初代:竹内信広
- 第2代:番場武明

## 周辺
- 春洞寺 - 校地西側に隣接。
- 五所川原地区消防事務組合北部中央消防署小泊分署 - 中泊町道をはさんで、校地東側に隣接。
- 小説「津軽」の像記念館
- 国民健康保険小泊診療所
- 小泊川
- 小泊郵便局
- 中泊町小泊保健センター

## アクセス
- 弘南バス小泊線「小学校前」停留所・中泊町地域拠点連絡バス「小泊小学校前」停留所から、学校正門まで、
  - 五所川原行（路線バス）・ピュア前（中里）行（コミュニティバス）のりばから、徒歩約255m・約4分。
  - 小泊案内所行（路線バス）・小泊診療所玄関前行（コミュニティバス）のりばから、徒歩約235m・約4分。
    - なお、学校敷地からバス停留所まで、最短直線距離では、約130mほどだが、学校正門の位置と道路形状の関係で2倍近い距離となる。
    - また、弘南バス「小学校前」停留所と中泊町地域拠点連絡バス「小泊小学校前」停留所は同一である。